# 海事代願人
海事代願人（かいじだいがんにん）とは、他人の委任により管海官庁に対し、海事に関する申請、その他の手続きを為すを業務とする者をいう（海事代願人取締規則第1条）。海事代理士制度の前身制度であり、逓信省令第52号をもって1908年12月9日から1947年12月まで存続していた制度である。司法代書人、行政代書人の海事版といえる。
なお、ここにいう管海官庁とは、海事代願人が業務を行う地を管轄する海事局、又は海務署を言う（同規則第1条2項）。

## 海事代願人取締規則と法的性質
本規則は、逓信省令による命令形式であって法律形式ではなかった。ゆえに現行憲法上、いわゆる法律をもつて規定すべき事項を規定している命令として、1948年1月1日以降その効力を失った。
本規則は取締り規則であって、代願人の営業を行うには管海官庁の許可を受けなければならなかった（同規則第2条）。よって、代願人の地位は講学上の営業許可によって付与されたものである。この点で行政代書人と共通し
、裁判所の補助機的位置づけをされ認可（講学上では特許）を受けて業務を営んだ司法代書人
と異なる。

## 海事代願人の許可・規制
代願人になるには、管海官庁が必要と認める場合に行われる試験に合格する必要があり、試験は代願人が取り扱おうとする業務事項に関して行われた（第2条2項）。代願人の許可は、許可申請の際に示した取り扱い業務事項ごとになされ、それ以外の業務事項を増加したり、変更したりする場合には、その許可を得る必要があった（同規則第5条）。
また、すでに本規則において、報酬額について管海官庁の許可を受け事務所に公示すること、職印を定めて届け出ること、事件簿の備え付け、管海官庁の立ち入り検査権、業務停止や許可取消といった制裁権などが定められていた（同規則第7条、第8条、第9条3項、第11条）。
業務範囲は代願人の定義において「海事に関する申請、その他の手続き」と包括的に定められているが、これがそのまま代願人の業務範囲となるわけではなく、許可申請の際に個々に取り扱う業務事項を申告し、それに関して試験を受け合格しなければならなかった（同規則第2条）。後の海事代理士法が別表をもって根拠法令と提出機関を明示し条文上代願人よりも限定して職域を定めているのは、このように代願人が、限定して取り扱い業務事項の許可を受けて営業をしていたことに由来する。
代願人と他士業との職域が競合した事例に、船舶登記をめぐって司法書士との関係が問題になった例がある。司法書士法が制定（改正）されたことにより、登記はすべて司法書士の業務となったと解され、代願人が代理人となって船舶登記を申請しても法務局から拒否を受ける事例が相次いだ。しかし、法務省が先例を示し代願人も船舶登記を扱えることで落ち着いた経緯がある。これが後の海事代理士法制定理由のいち要因ともなった。

## 海事代理士との関係
海事代願人制度は、命令形式による海事代願人取締規則を根拠としていたため、現行憲法の発布にあわせて廃止され、約3年3月の自由営業期間（ただし、司法書士法や行政代書人条例などの規制は受ける）を経て、海事代理士制度へと引き継がれている。代願人制度と代理士制度との連続性は、代理士法制定時の第０１０回国会運輸委員会質疑において、悪質な海事手続き業者を禁圧する目的であると説明していること、代願人の許可を得ていた者は無試験で代理士資格を付与されたこと、から明かである。
なお、海事代理士法を制定するにあたって、海事代理士が司法書士法にかかわらず船舶登記を業務とできるようにする点を重視していること、同法制定時における海事代理士法の適用対象として船舶登記を専門に扱う書士（立法者は約150人ほどいると答弁している。）を強く意識していること、は海事代理士制度を考察する上で興味深い。
この点のみを捉えれば、海事代理士制度は社会保険労務士が行政書士から分離したように、司法書士（船舶登記を専門とする司法書士）から分離した資格ともいい得るが、やはり前述したように海事代願人制度を引き継いだ制度であり、第０１０回国会運輸委員会での事務次官立法趣旨説明からすると、船舶の登記は司法書士と海事代理士の競合業務と解すべきである。